# Mnichov u Poběžovic
Mnichov (deutsch Münchsdorf) ist eine westböhmische Gemeinde im Okres Domažlice in Tschechien.

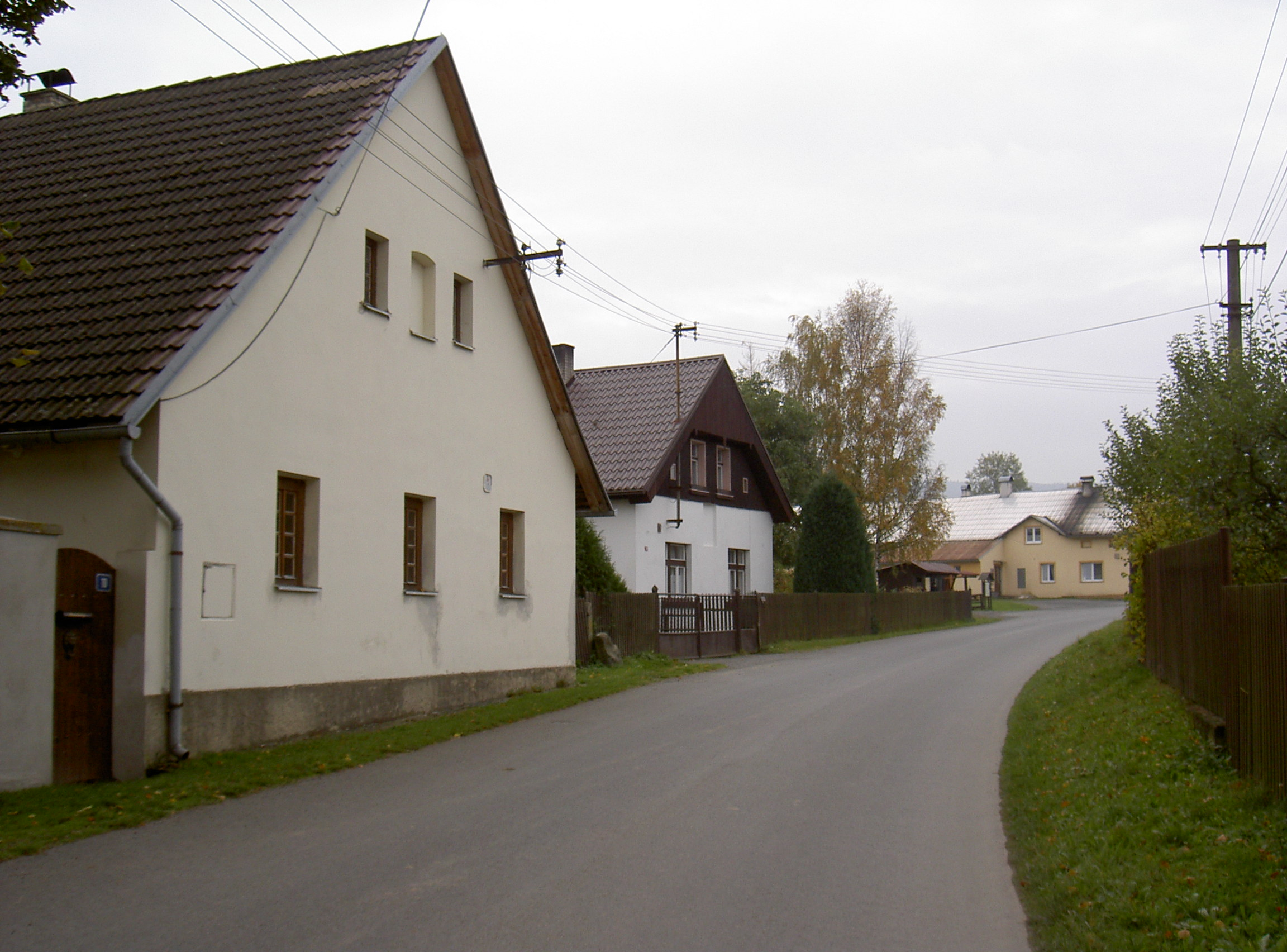
Mnichov u Poběžovic

## Geografie
Mnichov liegt 472 m ü. M. zu beiden Seiten der Pivoňka im Vorland des Oberpfälzer Waldes. Die Pivoňka entspringt etwa 5 Kilometer weiter südwestlich an den Hängen des 878 Meter hohen Starý Herštejn, fließt dann durch Pivoň, Mnichov, Poběžovice, Zámělíč und mündet westlich von Meclov in den Černý potok, der bei Horšovský Týn in die Radbuza mündet.

## Nachbargemeinden
Die Nachbargemeinden (im Uhrzeigersinn) sind: Hvožďany u Poběžovic, Poběžovice, Postřekov, Nový Kramolín, Nemanice und Poběžovice.
| Poběžovice 4 km | Hvožďany u Poběžovic 1 km                   | Poběžovice 4 km    |
| Nemanice 11 km  | Kompassrose, die auf Nachbargemeinden zeigt | Poběžovice 4 km    |
| Nemanice 11 km  | Postřekov 8 km                              | Nový Kramolín 6 km |

## Geschichte
Mnichov (deutsch: Münchsdorf, auch: Mönchsdorf, Minxdorf) wurde 1435 erstmals schriftlich erwähnt. 1789 gehörte es zum Kammeradministrationsgut Stockau. Es hatte eine Hl. Dreifaltigkeitskirche, die 1728 erbaut worden war. 1839 hatte Mnichov 65 Häuser und 476 Einwohner. In diesem Jahr wurde im Ort eine zweiklassige Schule gebaut. 1913 gab es in Münchsdorf 78 Häuser, 473 Einwohner und die folgenden Sägen, Spiegelschleifen und Polierwerke: Ober- und Unterfrauenteil, Glasmagazin, Hammerschleife, Ober- und Unterhammer, Josefsteil, Ronkelschleife, Sandmühlschleife, Stockauer Ober- und Unterwerk, Oberer und Unterer Hundskopf, Mühllohschleife, Mirtlwerk, Neuwerk und Windschleife. Münchsdorf erlebte Anfang des 20. Jahrhunderts eine Blütezeit. Als man in den Jahren 1930 bis 1935 diese Werke stilllegte, wurden viele Einwohner des Ortes arbeitslos. 1939 hatte Münchsdorf 448 Einwohner, zwei Gasthäuser, zwei Kaufläden, zwei Schmiede, eine Schuhmacherei, zwei Kunstmühlen, zwei Schreiner und eine Bäckerei.
Nach dem Münchner Abkommen wurde Münchsdorf dem Deutschen Reich zugeschlagen und gehörte bis 1945 zum Landkreis Bischofteinitz.

## Gemeindegliederung
Die Gemeinde Mnichov besteht aus den Ortsteilen Mnichov (Münchsdorf), Pivoň (Stockau) und Vranov (Frohnau). Grundsiedlungseinheiten sind Mnichov, Pivoň, Skláře (Glaserau) und Vranov.
Das Gemeindegebiet gliedert sich in die Katastralbezirke Mnichov u Poběžovic, Pivoň, Skláře u Mnichova und Vranov u Mnichova.